# محوطه سراب شرف‌آباد ۱
محوطه سراب شرف آباد ۱ مربوط به دوره اشکانیان - دوره ساسانیان - دوره ایلخانی است و در اسلام‌آباد غرب، جنوب تپه سراب شرف آباد واقع شده و این اثر در تاریخ ۱۴ اسفند ۱۳۸۵ با شمارهٔ ثبت ۱۷۸۲۰ به‌عنوان یکی از آثار ملی ایران به ثبت رسیده است.